# Rzeżewo Małe
Rzeżewo Małe – wieś w Polsce położona w województwie kujawsko-pomorskim, w powiecie włocławskim, w gminie Lubień Kujawski.
W latach 1975–1998 miejscowość administracyjnie należała do województwa włocławskiego. Według Narodowego Spisu Powszechnego (III 2011 r.) liczyła 285 mieszkańców. Jest czwartą co do wielkości miejscowością gminy Lubień Kujawski.

## Zabytki
Według rejestru zabytków NID na listę zabytków wpisany jest park dworski z przełomu XIX/XX w., nr rej.: 302/A z 18.01.1993.

## Urodzeni w Rzeżewie Małym
- Zygmunt Radoński – polski wojskowy, żołnierz Legionów Polskich, kapitan Wojska Polskiego,uczestnik I wojny światowej i wojny polsko–bolszewickiej, kawaler Orderu Virtuti Militari[5].